# Avtomobilist Ekaterinburg
L'Avtomobilist Ekaterinburg (russo: Автомобилист Екатеринбург) è una squadra di hockey su ghiaccio russa, con sede nella città di Ekaterinburg. Fu fondata nel 2006 e milita nel massimo campionato europeo, la Kontinental Hockey League, a partire dal 2009 quando sostituì la franchigia del Khimik Voskresensk.
Nel 2015 e nel 2016 ha partecipato alla Coppa Spengler, venendo però eliminata entrambe le volte, rispettivamente dall'Hockey Club Lugano e dall'Hockey Club Davos.